# Pătrăhăițești
Pătrăhăițești – wieś w Rumunii, w okręgu Alba, w gminie Arieșeni. W 2011 roku liczyła 56 mieszkańców.